# Tweetbot
Tweetbot（ツイートボット）は、Tapbotsが提供していたサードパーティー製のクライアントモバイルアプリケーションであり、ソーシャル・ネットワーキング・サイトのTwitterで使用されていた。
AppleのiOS、iPadOS、macOSで動作した。3つのバージョンがあり、iPhoneとiPod touch、Macにそれぞれ最適化されたバージョンとiPad専用バージョンがあった。

## 歴史
Tapbotsは2011年4月14日にTweetbotの初版をApp Storeで公開した。この時はiPhoneのみの対応だった。その後複数アカウントの切り替え、画像とYouTubeビデオサムネイルのタイムライン閲覧、プッシュ通知といった機能が追加され、タイムライン閲覧テンポラリにおいて特定のユーザーとトピックを消去もできるようになった。2つのタブをカスタマイズする機能も備わっており、iOS 5の公開後、個人の会話スレッドを追うためにTwitterのメッセージを左右にスワイプする機能が追加された。
Tapbot固有のデザイン哲学においてこのアプリケーションのスローガンを「A Twitter client with personality（→個性的Twitterクライアント）」としており、自社の他プログラムのようにフレンドリーなロボットをエミュレートするとしている。また、iCloudを使ったユニバーサルな同期でiPhone、iPad、Macクライアントとの間でブックマーキングを可能にしている。
2012年6月11日、Mac対応Tweetbotのアルファ版を発表した。同年10月18日、iOSバージョンの機能が全て含まれた最新バージョンがMac App Storeで公開された。
2012年10月3日にはTweetbotのほとんどの機能を搭載した有料の姉妹アプリケーションでTwitterと競合するApp.netに対応したNetbotを公開した。
2012年11月19日、バージョン2.6.1を公開、ユーザインタフェースの調整としてアイコンとボタンのデザインが修正された。
2013年2月4日、バージョン2.7を公開、Vineのビデオクリップをインラインで閲覧する機能が追加され、外部リンクをブラウズするためのデフォルトブラウザの設定が可能になった。その後短期間でアップデートされたバージョン2.7.1では多くのユーザーに起こったバージョン2.7のクラッシュに対処するバグフィックスが行われた。
2014年10月2日、バージョン3.5を公開、iOS 8の公開に伴ってインタラクティブ通知の対応を行った。その他にも、1Passwordとの連携や、シェア機能が強化された。
2023年1月19日、Twitterの開発者規約改定に伴い、Tweetbotのサービスを終了。

## 評価
PC Magazineはデザインとカスタマイズ性を称賛しているが、複数アカウントに対応していないことを批判していた。しかし、後のバージョンで対応されている。Mac Storiesもレビュアーに好評なTwitterクライアントとして「優れている」と評した。デイリー・テレグラフは5つ星のうち星4つ半と評価した。Macworldも一連の機能やデザインに対し「感銘を受けた」と称賛した。